# فرودگاه رابینول
فرودگاه رابینول  (به انگلیسی: Robinvale Airport) یک فرودگاه همگانی با کد یاتا RBC است که یک باند فرود آسفالت دارد و طول باند آن ۱۱۷۵ متر است. این فرودگاه در کشور کانادا قرار دارد و در ارتفاع ۸۶ متری از سطح دریا واقع شده است.